# Tanjung Jati (Warkuk Ranau Selatan)
Tanjung Jati is een bestuurslaag in het regentschap Ogan Komering Ulu Selatan van de provincie Zuid-Sumatra, Indonesië. Tanjung Jati telt 1148 inwoners (volkstelling 2010).